# Microsoft Flight Simulator 2024
Microsoft Flight Simulator 2024 è un videogioco di simulazione di volo sviluppato da Asobo Studio e pubblicato da Xbox Game Studios. Successore di Microsoft Flight Simulator (2020), il gioco è stato rilasciato il 19 novembre 2024 per Windows e Xbox Series X/S.
È stato annunciato all'Xbox Games Showcase del 2023 l'11 giugno 2023. Include una modalità carriera con missioni come il volo agricolo e la lotta antincendio. Utilizza il motore di gioco proprietario Asobo.

## Modalità di gioco
I nuovi tipi di missione includono la lotta antincendio aerea, la ricerca e il soccorso aereo, il trasporto con gancio baricentrico in elicottero, l'ambulanza aerea, l'irrorazione aerea delle colture, il soccorso alpino, il paracadutismo, l'aviazione commerciale, la costruzione di gru aeree, il trasporto di carichi eccezionali con l'Airbus Beluga, il trasporto di carichi artici con l'Airbus A400M, voli charter VIP e trasporto executive, gare aeree, ricognizione meteorologica, test di velivoli sperimentali e voli a pelo d'acqua con l'A-10 Warthog. I nuovi tipi di aeromobili includono alianti, dirigibili e mongolfiere. Le nuove caratteristiche ambientali includono incendi boschivi, neve, tornado, aurore boreali, migrazioni di animali e mandrie, monitoraggio in tempo reale di voli e mari, le quattro stagioni e una migliore segnalazione del traffico a terra.
Microsoft Flight Simulator 2024 è una versione standalone, ma Microsoft ha dichiarato che "praticamente tutti" i componenti aggiuntivi acquistati sul marketplace online ' Flight Simulator per la versione precedente funzioneranno con la nuova versione. Non è chiaro se saranno supportati componenti aggiuntivi di terze parti esterne. L'azienda ha descritto le nuove missioni e i nuovi velivoli come parte delle modalità di carriera nell'aviazione. Il 2024 è dotato di un flight bag elettronico, un motore fisico migliorato con un maggiore controllo per la dinamica di volo dei componenti aggiuntivi, sistemi aeronautici e avionici elettrici, pneumatici, di carburante e idraulici migliorati e multithreading per prestazioni migliori.

## Sviluppo
Asobo Studios è lo sviluppatore principale del gioco. Un team di oltre 200 persone presso Asobo ha lavorato principalmente per aggiornare il client per adattarlo alle sue nuove funzionalità, mentre Xbox ha collaborato con oltre 30 partner esterni per lavorare su vari aspetti del simulatore.
Il gioco è stato rilasciato il 19 novembre 2024 su Xbox Series X/S e Windows.

## Accoglienza
| Testata                          | Versione | Giudizio |
| -------------------------------- | -------- | -------- |
| Metacritic (media al 03-12-2024) | PC       | 79/100   |
| IGN                              | PC       | 6/10     |
| PC Gamer (USA)                   | PC       | 90/100   |

Microsoft Flight Simulator 2024 ha ricevuto un'accoglienza contrastante da parte della comunità al momento del lancio, con critiche rivolte ai lunghi tempi di caricamento dovuti al grande afflusso di giocatori che causava il sovraccarico del server. Ciò ha portato in seguito i giocatori a restare seduti in code virtuali per lunghi periodi di tempo quando tentavano di giocare. Il capo di Flight Simulator Jörg Neumann ha rilasciato delle scuse in un flusso di sviluppo su YouTube pubblicato il giorno dell'uscita del gioco, mentre il CEO di Asobo Studio Sebastian Wloch ha affermato che una cache del database era "completamente sopraffatta" causando problemi di caricamento e contenuti mancanti. I problemi hanno portato il gioco a ricevere una valutazione di "estremamente negativa" sulla piattaforma Steam dopo la sua uscita, con i media tra cui GameSpot che suggerivano che il gioco era stato bombardato di recensioni. Il giorno seguente è stato pubblicato un aggiornamento sull'account di supporto ufficiale di Flight Simulator su X affermando che era stata aggiunta più capacità del server, ma che c'erano ancora problemi di accesso al gioco.